# Lista de membros correspondentes da Academia Brasileira de Ciências empossados em 2003
Esta lista contém os nomes dos membros correspondentes da Academia Brasileira de Ciências empossados em 2003. 
| Imagem | Nome                                                   | Datas de nascimento e falecimento | Local de nascimento  | Área de especialização | Alma mater                       | Data de posse       | Conhecido por | Referências |
| ------ | ------------------------------------------------------ | --------------------------------- | -------------------- | ---------------------- | -------------------------------- | ------------------- | --- | ----------- |
|        | Antonio Manuel Pinto Bastos do Amaral Tavares Coutinho | 08 de outubro de 1946             | Portugal             | Ciências Biomédicas    | Universidade de Lisboa, Portugal | 04 de junho de 2003 | | [ 2 ]       |
|        | Claude Cohen-Tannoudji                                 | 01 de abril de 1933               | Constantina, Argélia | Ciências Físicas       | ENS Paris, França                | 04 de junho de 2003 | Recebeu o prêmio Nobel de Física (1997) com Steven Chu e William Daniel Phillips. É membro da Pontifícia Academia das Ciências. | [ 3 ]       |
|        | Harry Eugene Stanley                                   | 28 de março de 1941               | Oklahoma City, EUA   | Ciências Físicas       | Universidade Wesleyan, EUA       | 04 de junho de 2003 | | [ 4 ]       |
|        | Jean-François Treves                                   | 23 de abril de 1930               | Bruxelas, Bélgica    | Ciências Matemáticas   | Universidade de Paris, França    | 04 de junho de 2003 | | [ 5 ]       |
|        | William Randall Van Schmus                             | 04 de outubro de 1938             | Illinois, EUA        | Ciências da Terra      | Caltech, EUA                     | 04 de junho de 2003 | | [ 6 ]       |